# Одноранговий зв'язок
Одноранговая зв'язок  — найпростіший випадок взаємодії (зв'язку) двох вузлів комп'ютерної мережі, коли кожному рівню протоколу першому вузлі відповідає аналогічний рівень протоколу другому. При цьому відсутнє перетворення даних між різними протоколами одного рівня або багаторазове проходження якогось із рівнів на одному вузлі.